# Rhinolambrus parvus
Rhinolambrus parvus is een krabbensoort uit de familie van de Parthenopidae. De wetenschappelijke naam van de soort is voor het eerst geldig gepubliceerd in 1916 door Rathbun.